# エルネスト・ガスタルディ
エルネスト・ガスタルディ（Ernesto Gastaldi、1934年9月10日 - ）はイタリア王国ピエモンテ州ビエッラ県グラーリア生まれの脚本家、小説家、映画監督である。ジャッロ（イタリア製スリラー）やマカロニ・ウエスタンなどのイタリア製娯楽映画で脚本を執筆したことで知られる。

## 人物
ジャッロと呼ばれるイタリア製のサスペンス映画を始め、ホラー映画、マカロニ・ウエスタン、スパイ映画といった大衆娯楽映画の脚本家として活躍した。
特にジャッロの脚本家としては、ダルダノ・サッケッティやジャンフランコ・クレリチと並ぶ重要人物である。イタリアのジャッロは映像的なインパクトを重視するあまりプロットに破綻が見られる作品が少なくないが、ガスタルディがマリオ・バーヴァやセルジオ・マルティーノに提供した脚本に関してはプロットの破綻が少なく全体的にまとまりがある構成になっていると評価される。ガスタルディ自身も著書の中で、スリラーを執筆する際には雰囲気以上にストーリーの整合性に注意するよう作家志望者に対して呼びかけている。
脚本執筆のスタイルは、基本的には一人で執筆している。イタリア映画の慣習で脚本クレジットには複数の脚本家名が表記されることについて聞かれると、「ほとんどの脚本は一人で書いた。友人と一緒に書くことは滅多になかった。クレジットに載っている名前の多くは、共同制作を正当化するためだった」と回答している。
スリラーのプロット作成においては、アンリ＝ジョルジュ・クルーゾー監督の『悪魔のような女』（1955）からの影響を強く受けている。リッカルド・フレーダ監督の″Lo spettro″（1963）やロモロ・グェッリエーリ監督の『デボラの甘い肉体』（1968）を始め、ガスタルディ自身の初監督映画″Libido″（1965）でも『悪魔のような女』のパターンを引用している。マリオ・バーヴァ監督の『白い肌に狂う鞭』（1963）の脚本を書くにあたってもガスタルディが理想としたのは『悪魔のような女』風の心理的スリラーであったが、監督のバーヴァはガスタルディの意図に反して退廃的なムードの怪奇ロマンとして仕上げた。また、1970年代初頭にセルジオ・マルティーノ監督へ提供したスリラーの脚本においても、『悪魔のような女』のパターンを様々に変形しながら応用し、さらにひねりを加えて優れたプロットを生み出している。
監督、脚本家としてのキャリアと並行して、ITやテクノロジー分野でさまざまな起業活動を行っている。
妻は女優のマーラ・マリル（マーラ・マリッリ）。次男は作家、ジャーナリストのシルティアン・ガスタルディ。

## 略歴
1934年生まれ。幼い頃にエドモンド・ハミルトンの小説『スターキング』を読んでSFファンになる。会計学を専攻してセラ銀行に就職し、銀行員として3年間勤務した後、銀行を退職してローマに移住し、イタリア国立映画実験センターで映画製作を学ぶ。後に脚本家として活動しながらローマ・ラ・サピエンツァ大学で経済を学んだ。
1957年に脚本家のロドルフォ・ソネゴとウーゴ・グェッラに出会い、映画脚本のゴーストライターを手がけるようになる。クレジットなしで脚本を執筆した映画は、若林映子主演の日伊合作映画″Akiko″（1961）などがある他、エリオ・ペトリ監督のカルト的SFコメディ『華麗なる殺人』（1965）の脚本を書いたことを認めている。
同時期にSF小説とミステリー小説の執筆を始める。外国小説の翻訳を装いたいという出版社の依頼に応じて、ジュリアン・ベリー、ジェームズ・ダフィー、フレディ・フォスターといった英米人風のペンネームを使った。ジュリアン・ベリーのペンネームは脚本家になって以降もたびたび脚本クレジットに使用している。また、ジュリアン・ベリー名義で発表したSF短編小説″La fine dell'eternità″は1965年に英訳され、アメリカの「ファンタジイ・アンド・サイエンス・フィクション」誌に掲載された。この短編小説はガスタルディ自身の監督により1985年に映画化された。
1960年にレナート・ポルセッリ監督のホラー映画『吸血鬼と踊り子』（1960）の脚本を執筆し、本作で初めて脚本家としてクレジットされる。本作についてガスタルディは、「酷い映画で恥ずかしい思いをしたが、よい経験になった仕事である」と振り返っている。同年には女優マーラ・マリルと結婚。
その後、冒険映画、怪奇映画、マカロニ・ウエスタン、コメディの脚本を次々に執筆する。1960年代の代表的な作品は、リッカルド・フレーダ監督の『ヒッチコック博士の恐ろしい秘密』（1961）、マリオ・バーヴァ監督の『白い肌に狂う鞭』（1963）、アントニオ・マルゲリーティ監督の『顔のない殺人鬼』（1963）、ミケーレ・ルーポ監督の『南から来た用心棒』（1966）、トニーノ・ヴァレリ監督の『怒りの荒野』（1967）及び『怒りの用心棒』（1969）など。
スリラーの分野では一作ごとに新機軸でのテーマ選択を行い、『ヒッチコック博士の恐ろしい秘密』では死体愛好を、『白い肌に狂う鞭』ではSMをテーマとして取り上げ、当時の観客を驚かせた。
1965年にはクルーゾー監督の『悪魔のような女』から影響を受けたスリラー映画″Libido″（1965）で監督デビューする。主演はガスタルディの妻マーラ・マリルと新人時代のジャンカルロ・ジャンニーニであった。ガスタルディ本人は安っぽい映画と考えていたがイタリア国外ではヒットしたことにより、プロデューサーのルチアーノ・マルティーノの依頼により同工異曲のスリラー映画の脚本を続けて執筆するように依頼される。こうして脚本を提供したロモロ・グェッリエーリ監督の『デボラの甘い肉体』（1968）やウンベルト・レンツィ監督の『甘く危険な女』（1969）は現在カルト映画として人気を集めている。
初監督作品の″Libido″がヒットしたことから第2作″Cin cin... cianuro″（1968）を監督する。前作とは傾向を変えて当時流行していたケイパーもののクライム・コメディに仕上げた。しかし製作会社の倒産により完成した映画はわずかな期間しか配給されないまま終わったため、監督よりも脚本家に専念することに決める。ただし後に『欲望海岸/ミセス・ジェーンの汚された週末』（1971）や、自身の短編小説を映画化した″La fine dell'eternità″（1985）など数本の映画を、いずれも妻マーラ・マリル主演で監督している。
1970年にダリオ・アルジェント監督の『歓びの毒牙』（1969）がヒットしたことで、イタリア製スリラー映画が国際的に注目を集めるとともに、犯人探しと残酷趣味を強調したサイコ・スリラーへの需要が高まる。ガスタルディもアルジェントに始まるスリラーの新しい潮流を受け、新人監督セルジオ・マルティーノを始め、ルチアーノ・エルコリ、ジュリアーノ・カルニメオへの脚本提供では、アルジェント的な猟奇趣味と犯人探しの意外性とを取り入れていく。
とりわけセルジオ・マルティーノ監督の『ワード夫人の奇妙な悪徳』（1970）は高く評価され、イタリアでは公興行収入6億リラのヒットを記録した。その後もセルジオ・マルティーノ監督のスリラーには続けて脚本を提供。″La coda dello scorpione″（サソリの尾、1971）、″Tutti i colori del buio″（暗黒のすべての色、1972）、″Il tuo vizio è una stanza chiusa e solo io ne ho la chiave″（お前の悪徳は閉じられた部屋で私だけがその鍵を持っている、1972）、『影なき淫獣』（1973）、『イタリアン・コネクション』（1973）といったスリラーで脚本を執筆。いずれもガスタルディによるひねりの効いたストーリーとマルティーノ監督による切れ味の良い演出で高い評価を得ている。特に『影なき淫獣』のストーリー構成と演出は後のスプラッター映画に大きな影響を与えたとされる。ガスタルディ自身が最も気に入っている作品は、警察上層部の腐敗に若手刑事が立ち向かう『イタリアン・コネクション』と、意外な犯人の技巧を凝らした″La coda dello scorpione″である。
これらの作品の脚本クレジットでは、ガスタルディとともに複数の人物の名前が共同脚本家として表記されているが、アメリカの″Video WatchdoG″ 誌No.39におけるインタビューでのガスタルディの証言によると、実際にはガスタルディが一人で書いたとのことである。監督のマルティーノらの証言からもこれは事実であるとされる。ただし『影なき淫獣』のように監督が書いた原案をもとに脚本を作成した例もある。
ジュリアーノ・カルニメオ監督の『美女連続殺人魔』（1972）でも脚本を執筆したが、ガスタルディが書いた脚本をプロデューサーの独断により、後輩のダルダノ・サッケッティが手直ししている。カルニメオ監督には本作と同じエドウィジュ・フェネシュ主演の″Anna, quel particolare piacere″（アンナの密かな歓び、1973）でも脚本を提供。また、『貴婦人の禁じられた写真』（1970）、『ストリッパー殺人事件』（1971）、″La morte accarezza a mezzanotte″（死は真夜中に訪れる、1973）といったルチアーノ・エルコリ監督のジャッロ3作品でも脚本を担当し、いずれも現在ではカルト映画として一部に熱心な愛好家を持っている。これらの作品のうち、『美女連続殺人魔』と『ストリッパー殺人事件』は、後にブライアン・デ・パルマ監督のスリラー『殺しのドレス』（1980）及び『ボディ・ダブル』（1984）に影響を与えた。 
70年代にはセルジオ・レオーネがプロデュースしたマカロニ・ウエスタン『ミスター・ノーボディ』（1973）と『ミスター・ノーボディ2』（1975）で脚本を担当。また、80年代になるとレオーネから依頼を受けて『ワンス・アポン・ア・タイム・イン・アメリカ』（1984）の原案作成にも協力した。レオーネからは脚本を完成させるためにアメリカへの同行を求められたが、妻マーラが出産を控えていたためイタリアを離れられないと判断し、『ワンス…』の脚本執筆からは降板した。
1998年頃に映画界からは引退。その後はITテクノロジーやロボット開発の事業に関わっていた。2002年、アントニオ・マルゲリーティ監督が死去した3日後に開催された脚本家集会に出席したが、誰もマルゲリーティへの追悼の言葉を口にしないことに憤慨し、出席していたイタリアの映画監督、脚本家たちと論争を起こした。
2021年に妻マーラと死別。現在は高齢により視力と聴力が衰えているが、電子メールを利用してインタビューに回答している。

## 主な作品

### 原案・脚本
| 公開年             | 作品名                                                       | 原題                                                         |
| ------------------ | ------------------------------------------------------------ | ------------------------------------------------------------ |
| 1960年             | 『吸血鬼と踊り子』                                           | L'amante del vampiro                                         |
| 1961年             | 『海賊旗を上げろ』                                           | Il terrore dei mari                                          |
| 1961年             | 『狂気の爪跡・牙男』                                         | Lycanthropus                                                 |
| 1962年             | 『ヒッチコック博士の恐ろしい秘密』                           | L'orribile segreto del Dr. Hichcock                          |
| 1962年             | 『ひとりローマと戦う』                                       | Solo contro Roma                                             |
| 1963年             | 『白い肌に狂う鞭』                                           | La frusta e il corpo                                         |
| 『顔のない殺人鬼』 | La vergine di Norimberga                                     |                                                              |
| 1964年             | 『女ヴァンパイア/カーミラ』                                  | La cripta e l'incubo                                         |
| 1964年             | 『死の長い髪』                                               | I lunghi capelli della morte                                 |
| 1964年             | ″Il mostro dell'opera″                                       | （日本未公開）                                               |
| 1965年             | 『華麗なる殺人』                                             | La decima vittima                                            |
| 1965年             | 『ベイルート作戦/危機突破』                                  | Le spie uccidono a Beirut                                    |
| 1966年             | 『危機一髪/殺しの追跡』                                      | Duello nel mondo                                             |
| 1966年             | 『殺しはドルで払え』                                         | Furia a Marrakech                                            |
| 1966年             | 『殺し屋へ挑戦状』                                           | A 077, sfida ai killers                                      |
| 1966年             | 『南から来た用心棒』                                         | Arizona Colt                                                 |
| 1966年             | 『マーダー・クリニック』                                     | La lama nel corpo                                            |
| 1966年             | 『ライトニング・ボルト大作戦』                               | Operazione Goldman                                           |
| 1966年             | 『砂塵に血を吐け』                                           | 1000 dollari sul nero                                        |
| 1966年             | 『二匹の流れ星』                                             | 10,000 dolli per unmassacro                                  |
| 1966年             | 『海底決戦隊』                                               | Cifrato speciale                                             |
| 1966年             | 『ベイルートへの危険な旅』                                   | Delitto quasi perfetto                                       |
| 1967年             | 『怒りの荒野』                                               | I giorni dell'ira                                            |
| 1967年             | 『国際泥棒組織』                                             | Troppo per vivere... poco per morire                         |
| 1968年             | 『デボラの甘い肉体』                                         | Il dolce corpo di Deborah                                    |
| 1969年             | 『甘く危険な女』                                             | Così dolce... così perversa                                  |
| 1969年             | 『怒りの用心棒』                                             | Il prezzo del potere                                         |
| 1969年             | 『砂漠の戦場エル・アラメン』                                 | La battaglia di El Alamein                                   |
| 1969年             | 『熱砂の戦車軍団』                                           | La battaglia del deserto                                     |
| 1969年             | ″Sono Sartana, il vostro becchino″                           | （日本未公開）                                               |
| 1970年             | 『ワード夫人の奇妙な悪徳』                                   | Lo strano vizio della signora Wardh                          |
| 1970年             | 『サルタナがやって来る/虐殺の一匹狼』                        | Una nuvola di polvere... un grido di morte... arriva Sartana |
| 1970年             | 『アリゾナ無宿・レッドリバーの決闘』                         | Arizona si scatenò... e li fece fuori tutti!                 |
| 1970年             | 『禁じられた貴婦人の写真』                                   | Le foto proibite di una signora per bene                     |
| 1971年             | 『ストリッパー殺人事件』                                     | La morte cammina con i tacchi alti                           |
| 1971年             | ″La coda dello scorpione″                                    | （日本未公開）                                               |
| 1971年             | ″L'uomo più velenoso del cobra″                              | （日本未公開）                                               |
| 1972年             | 『美女連続殺人魔』                                           | Perché quelle strane gocce di sangue sul corpo di Jennifer?  |
| 1972年             | 『ダーティ・セブン』                                         | Una ragione per vivere e una per morire                      |
| 1972年             | ″Tutti i colori del buio″                                    | （日本未公開）                                               |
| 1972年             | ″Il tuo vizio è una stanza chiusa e solo io ne ho la chiave″ | （日本未公開）                                               |
| 1972年             | 『怒りのガンマン/銀山の大虐殺』                              | Il grande duello                                             |
| 1973年             | 『影なき淫獣』                                               | I corpi presentano tracce di violenza carnale                |
| 1973年             | 『イタリアン・コネクション』                                 | Milano trema - la polizia vuole giustizia                    |
| 1973年             | 『ゴールデン・ボーイ 危機また危機』                          | Troppo rischio per un uomo solo                              |
| 1973年             | 『ミスター・ノーボディ』                                     | Il mio nome è Nessuno                                        |
| 1973年             | ″La morte accarezza a mezzanotte″                            | （日本未公開）                                               |
| 1973年             | ″Anna, quel particolare piacere″                             | （日本未公開）                                               |
| 1974年             | 『殺人迷路』                                                 | L'uomo senza memoria                                         |
| 1975年             | 『ミスター・ノーボディ2』                                    | Un genio, due compari, un pollo                              |
| 1975年             | 『デッドリー・ディール』                                     | La città sconvolta: caccia spietata ai rapitori              |
| 1975年             | 『ミラノ殺人捜査網』                                         | Milano odia: la polizia non può sparare                      |
| 1975年             | 『ガンモール/おかしなギャングと可愛い女』                    | La pupa del gangster                                         |
| 1975年             | ″La città gioca d'azzardo″                                   | （日本未公開）                                               |
| 1975年             | ″Morte sospetta di una minorenne″                            | （日本未公開）                                               |
| 1977年             | 『サハラクロス』                                             | Sahara Cross                                                 |
| 1977年             | ″Il cinico, l'infame, il violento″                           | （日本未公開）                                               |
| 1978年             | 『パニック・アリゲーター/悪魔の棲む沼』                      | Il fiume del grande caimano                                  |
| 1979年             | 『コンコルド』                                               | Concorde Affaire '79                                         |
| 1982年             | 『死霊の暗殺/エトルスカン』                                  | Assassinio al cimitero etrusco                               |
| 1983年             | 『サイボーグ・ハンター/ニューヨーク2019年』                  | 2019 - Dopo la caduta di New York                            |
| 1984年             | 『ワンス・アポン・ア・タイム・イン・アメリカ』               | Once Upon a Time in America                                  |
| 1985年             | 『実録マフィア戦争/暗黒の首領』                              | Pizza Connection                                             |
| 1986年             | 『新サスペリア』                                             | L'assassino è ancora tra noi                                 |
| 1986年             | 『片腕サイボーグ』                                           | Vendetta dal futuro                                          |
| 1987年             | 『シャタラー』                                               | Sicilian Connection                                          |
| 1989年             | 『カサブランカ・エクスプレス』                               | Casablanca Express                                           |
| 1989年             | 『アマゾンの秘宝/幻のエメラルド都市を求めて』                | Jiboa, il sentiero dei diamanti                              |
| 1995年             | ″La strana storia di Olga O.″                                | （日本未公開）                                               |

### 監督作品
| 公開年 | 作品名                                      | 原題                     |
| ------ | ------------------------------------------- | ------------------------ |
| 1965年 | ″Libido″                                    | （日本未公開）           |
| 1968年 | ″Cin cin... cianuro″                        | （日本未公開）           |
| 1971年 | 『欲望海岸/ミセス・ジェーンの汚された週末』 | La lunga spiaggia fredda |
| 1981年 | ″Notturno con grida″                        | （日本未公開）           |
| 1984年 | ″La fine dell'eternità″                     | （日本未公開）           |
| 1992年 | ″L'uovo del cuculo″                         | （日本未公開）           |

### 小説
| 刊行年 | 作品名                      | 名義                     | ジャンル   |
| ------ | --------------------------- | ------------------------ | ---------- |
| 1957年 | ″La fine dell'eternità″     | ジュリアン・ベリー       | SF         |
| 1957年 | ″Brivido sulla schiena″     | フレディ・フォスター     | ミステリー |
| 1958年 | ″Sangue in tasca″           | ジェームズ・ダフィー     | ミステリー |
| 1959年 | ″Galassia in fuga″          | ジュリアン・ベリー       | SF         |
| 1960年 | ″Iperbole infinita″         | ジュリアン・ベリー       | SF         |
| 1960年 | ″Tempo zero″                | ジュリアン・ベリー       | SF         |
| 1961年 | ″Una storia da non credere″ | ジュリアン・ベリー       | SF         |
| 2009年 | ″Il lodo Alfa″              | エルネスト・ガスタルディ | SF         |

### 評論
- Come scrivere un giallo. Manual per scrivere libri gialli Ass. Culturale Il Foglio, 2017. ISBN 8876066969, 9788876066962

スリラー映画の脚本や推理小説の執筆についての解説・評論。